# Rakov potok
Rakov potok je potok v regionu Turňa, v západní části okresu Košice-okolí. Je to levostranný přítok Bodvy, má délku 3 km a je tokem V. řádu.

## Pramen
Teče v Košické kotlině, v podcelku Medzevská pahorkatina, kde pramení jižně od lokality Červené ploty na východním okraji intravilánu obce Vyšný Medzev, v nadmořské výšce přibližně 415 m n. m.

## Popis toku
Od pramene teče zpočátku jihovýchodním směrem v blízkosti areálu místního zemědělského družstva na pravém břehu, dále protéká lokalitou Spodná tabľa, kde stojí na levém břehu potoka kaple. Následně protéká přes Rakovo údolí, stáčí se jihojihozápadním směrem a protéká lokalitou Bukový les. Konečně podtéká silnici II. třídy č. 548, stáčí se na jihovýchod a VJV od centra Medzev (a severně od ústí doliny Šugov) se v nadmořské výšce cca 294 m n. m. vlévá do Bodvy.